# Companyia perillosa
Companyia perillosa (originalment en anglès, Dangerous Company) és una pel·lícula canadenca de 2015 dirigida per Sheldon Larry. Basada en el gènere del misteri i del suspens, és protagonitzada per Alicia Leigh Willis, Rick Ravanello, Melissa Marty, Susan Slome i David Alan Graf. El 2022 es va estrenar el doblatge en català a TV3.

## Sinopsi
La Pauline Mitchell és una dona de negocis amb èxit que té una empresa de moda força cotitzada. De sobte, comença a perdre la memòria i això l'afecta tant la vida professional com la personal. El seu marit mira d'ajudar-la en tot el que pot, però les circumstàncies l'obliguen a aïllar-la cada cop més a casa seva. La situació arriba a un punt crític, quan la Pauline, per un moment, no el reconeix ni tan sols a ell. La història familiar de la protagonista i les seves circumstàncies econòmiques tenen un paper clau en la resolució del seu problema de salut.